# Hans-Adam II
Hans-Adam II, ou en français Jean-Adam II (né Johannes Adam Ferdinand Alois Josef Maria Marko d'Aviano Pius von und zu Liechtenstein), est né le 14 février 1945 à Zurich (Suisse). Depuis le 13 novembre 1989, il est le 15e et actuel prince souverain (en allemand « Fürst ») de Liechtenstein.

## Famille et régence

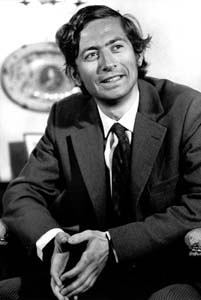
Le jeune prince Hans Adam en 1974.

Il est le fils aîné du prince souverain François-Joseph II (1906-1989) et de la princesse, née comtesse Georgina Norberta de Wilczek (1921-1989). En 1984, tout en gardant le titre de prince souverain, le prince François-Joseph II délègue ses pouvoirs à son fils aîné jusqu'à son décès en novembre 1989.

## Prince de Liechtenstein

### Accession au trône
Hans-Adam accède au trône le 13 novembre 1989, à 44 ans, après la mort de son père, le prince François-Joseph II.

### Entrée aux Nations unies
Le règne du prince Hans-Adam II est marqué par l'entrée du Liechtenstein aux Nations unies en 1990 et au Conseil de l'Europe. Cependant, il est aussi marqué par de nombreux conflits avec le monde politique du Liechtenstein.

### Révisions constitutionnelles
Invoquant une certaine paralysie des institutions, Hans-Adam II a soumis à référendum, en 2003, une révision constitutionnelle adoptée à une large majorité. Il avait auparavant annoncé son intention de quitter le pays si la confiance du peuple était venue à lui manquer (sachant qu'il est propriétaire à titre personnel de la quasi-totalité de la principauté[réf. nécessaire]).
Les pouvoirs du prince souverain ont ainsi été considérablement renforcés :
- il peut nommer un nouveau gouvernement même si l'ancien conserve toujours la confiance de la Diète ;
- il peut aussi mettre son veto à tout projet de loi et référendum
- il bénéficie également d'une immunité totale sans être soumis au contrôle de la Diète.
- le prince a le pouvoir de proposer des lois.

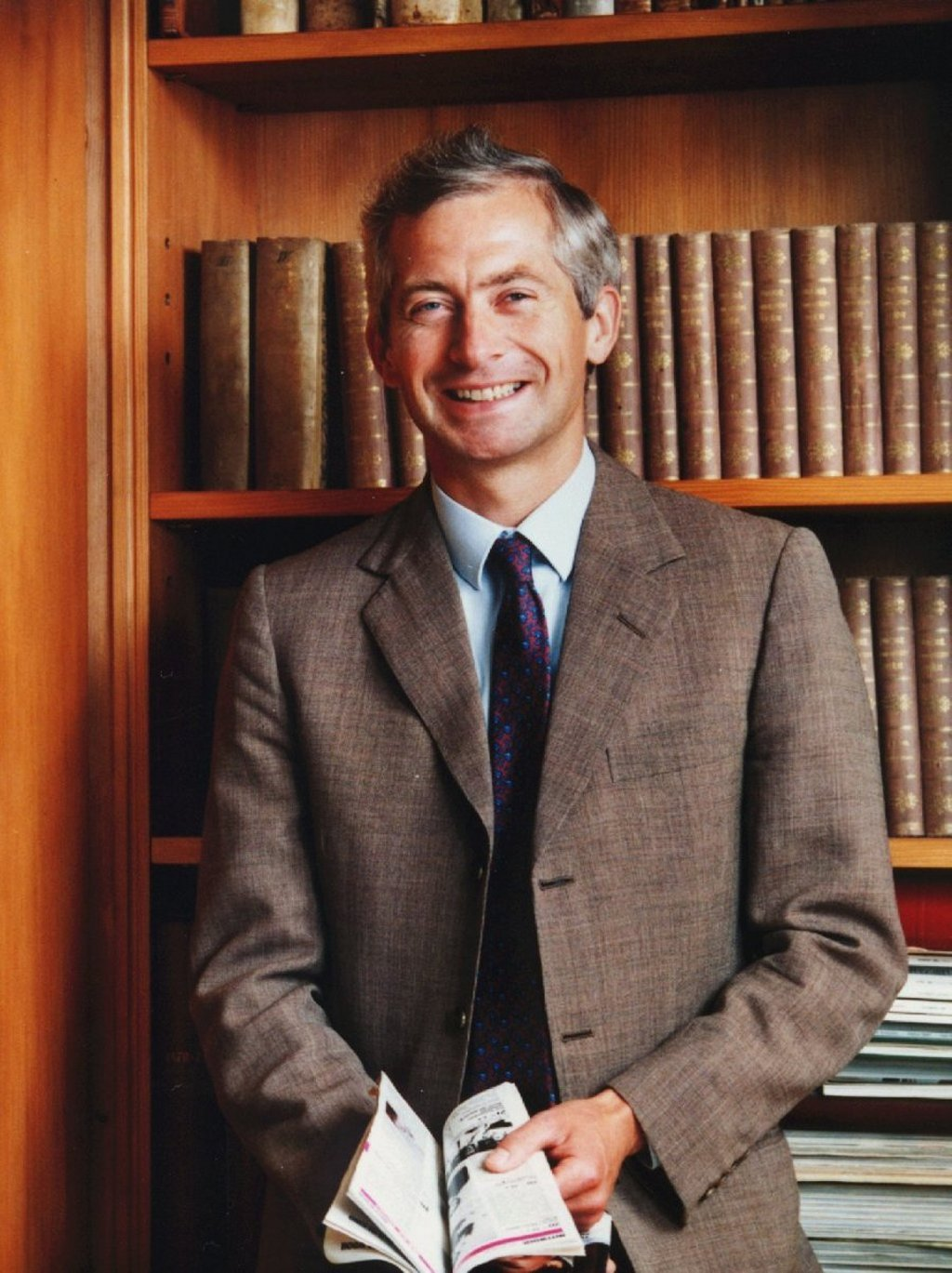
Le prince Hans-Adam II après son accession au trône de Liechtenstein.

Depuis cette réforme constitutionnelle, il est pratiquement impossible d'abolir la monarchie par un référendum car le prince a la possibilité de mettre son véto contre une initiative populaire.

### Transition progressive du pouvoir
Le 15 août 2004, Hans-Adam II a transmis la direction des affaires courantes à son fils, le prince héréditaire Alois, nommé par ordonnance « représentant habilité à exercer toutes les fonctions de chef de l'État ». Hans-Adam II souhaite par cette transmission entamer une « transition dynastique vers la nouvelle et future génération ». 
En cela, il semble suivre une politique comparable à celle adoptée depuis les années 1960 par les grands-ducs de Luxembourg (Charlotte puis son fils Jean), lesquels transmettent la direction effective des affaires à leur héritier désigné, sous le titre de lieutenant-représentant, pendant une période transitoire de deux ou trois ans avant leur retrait définitif des affaires publiques (abdication).
En 2009, il a publié un livre sur son expérience de chef d'État et ses réflexions en prospective politique : Der Staat im dritten Jahrtausend. Éditions ven Eck Verlag, au Liechtenstein. Ce livre a été traduit en français sous le titre L'État au troisième millénaire, paru aux éditions Apopsix.

### Longévité du règne
Le prince Hans-Adam II a fêté son 79e anniversaire le 14 février 2024, et règne désormais depuis plus de 35 ans. Après sa disparition, c'est son fils aîné Alois qui sera appelé à régner. Ce dernier est cependant déjà régent de la principauté depuis près de 20 ans, et règne donc de facto à la place de son père.

## Fortune du prince
Sa fortune est estimée en 2022 à 7 milliards d'euros, ce qui en fait le plus riche des souverains d'Europe. 
Outre le château de Vaduz, résidence de la famille princière au Liechtenstein (résidence d'État depuis 1939), le souverain possède également le château de Liechtenstein en Autriche, flanqué du château de Neu-Liechtenstein, ainsi que le palais Liechtenstein à Vienne, qui renferme la plus importante collection d'art privée d'Europe.

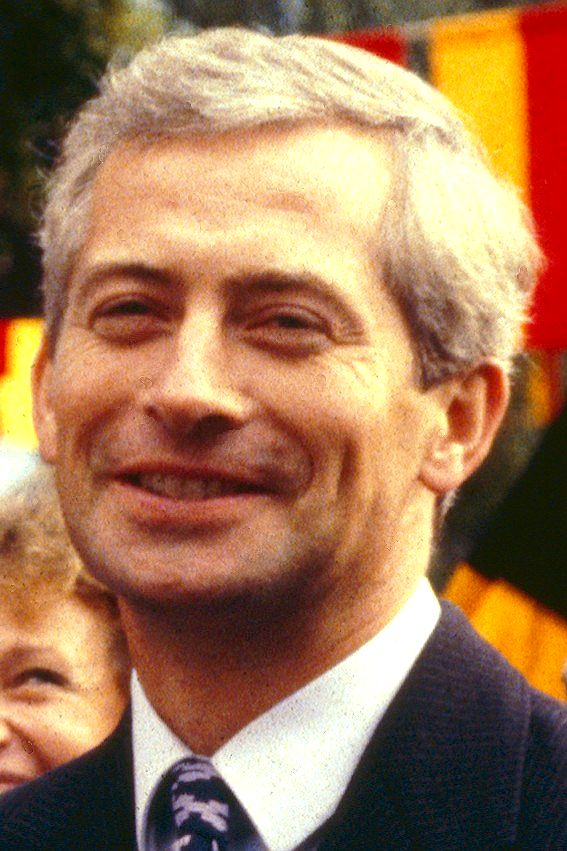
Le prince de Liechtenstein, Hans-Adam II.

En septembre 2008, le prince a refusé de prêter des œuvres d'art à un musée de Berlin en arguant que la Principauté avait résisté à trois empires allemands et qu'elle espérait survivre à un quatrième empire,.
Le prince possède également des châteaux et des terres en Slovaquie, qui représentent une centaine de kilomètres carrés de terres cultivées.
Au Texas, il possède une exploitation agricole, RiceTec, qui produit une variété de riz basmati issue de la culture transgénique.
La fortune du prince et de sa famille est administrée par une banque privée, LGT Bank.
Le prince réclame la restitution de deux châteaux (Lednice et Valtice) entourés d'un domaine de 1 300 km2 en République tchèque dont il a été dépossédé en 1945, ainsi que de nombreuses toiles de maîtres qui s'y trouvaient. À ce jour, ni la Cour internationale de justice (CIJ) ni la Cour européenne des droits de l'homme (CEDH) n'ont reconnu ses droits.

## Action culturelle
Le prince confie volontiers dans ses interviews qu'il aurait voulu étudier l'histoire et l'archéologie. Cette passion l'a amené à créer, en 1986, une fondation pour la promotion de l'archéologie, la Schweizerisch-Liechtensteinische Stiftung für Archäologische Forschungen im Ausland (SLSA), dont il assure toujours aujourd'hui la présidence honoraire. En 1990, il est élu à la présidence du réseau européen PACT (sciences et techniques au service de l'archéologie et du patrimoine culturel, sous l'égide du Conseil de l'Europe), succédant en cela à l'académicien français Jacques Soustelle ; il préside ce réseau jusqu'en 1995. 

## Mariage et descendance

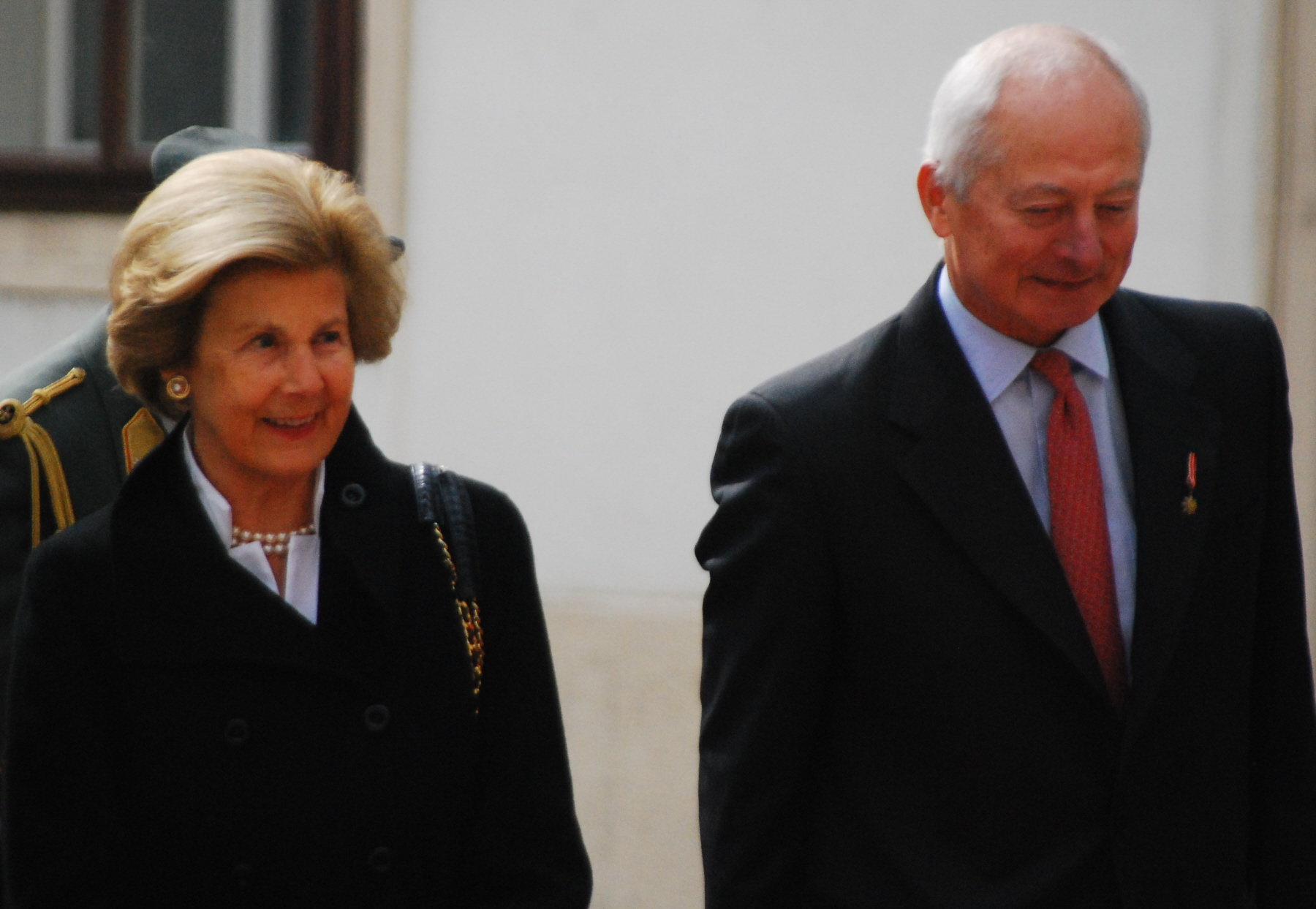
Le prince et son épouse la princesse Marie Kinsky von Wchinitz und Tettau.

Le 30 juillet 1967, le prince Hans-Adam épouse, en la cathédrale Saint-Florin de Vaduz, la comtesse Marie Kinsky von Wchinitz und Tettau, née le 14 avril 1940. Quatre enfants, qualifiés du prédicat d'altesse sérénissime, sont nés de ce mariage :
- le prince Alois Philipp Maria (né à Zurich le 11 juin 1968), prince héréditaire de Liechtenstein, comte de Rietberg, épouse en 1993 Sophie de Bavière (née en 1967), duchesse en Bavière, d'où postérité :
  - le prince Joseph Wenzel Maximilian Maria (Londres, 24 mars 1995)
  - la princesse Marie Caroline Elisabeth Immaculata (Grabs, 17 octobre 1996)
  - le prince Georg Antonius Constantin Maria (Grabs, 20 avril 1999)
  - le prince Nikolaus Sebastian Alexander Maria (Grabs, 6 décembre 2000)
- le prince Maximilian Nikolaus Maria (né à Saint-Gall le 16 mai 1969), épouse à Vaduz civilement le 21 janvier 2000 et religieusement à New York le 29 janvier 2000 Angela Gisela Brown (née en 1958), d'où :
  - le prince Alfons Constantin Maria (né à Londres le 18 mai 2001)
- le prince Constantin Ferdinand Maria (né à Saint-Gall le 15 mars 1972 et mort le 5 décembre 2023[15]), épouse à Vaduz civilement le 14 mai 1999 et religieusement à Csicso (Slovaquie) le 18 juillet 1999 la comtesse Marie Kálnoky de Köröspatak (née en 1975), d'où :
  - le prince Moritz Emanuel Maria (né à New York le 27 mai 2003)
  - la princesse Georgina Maximiliana Tatjana Maria (née à Vienne le 23 juillet 2005)
  - le prince Benedikt Ferdinand Hubertus Maria (né à Vienne) le 18 mai 2008
- la princesse Tatjana Nora Maria (née à Saint-Gall le 10 avril 1973), épouse à Vaduz le 5 juin 1999 Philipp von Lattorff (1968), d'où sept enfants :
  - Lukas Marie von Lattorff (né à Wiesbaden le 13 mai 2000)
  - Elisabeth Maria Angela Tatjana von Lattorff (née à Grabs le 25 janvier 2002)
  - Marie Teresa von Lattorff (né à Grabs le 18 janvier 2004)
  - Camilla Maria Katharina von Lattorf (née à Monza le 4 novembre 2005)
  - Anna Pia Theresia Maria von Lattorf (née à Goldgeben le 3 août 2007)
  - Sophie Katharina Maria von Lattorf (née à Goldgeben le 30 octobre 2009)
  - Maximilian von Lattorf (né à Goldgeben le 17 décembre 2011)

Le 21 août 2021, Hans-Adam II devient veuf, à la suite de la mort de la princesse Marie, victime trois jours auparavant d'un accident vasculaire cérébral, pour lequel elle était soignée à l'hôpital cantonal de Grabs,.

## Titulature et honneurs

### Titulature
- 14 février 1945 - 13 novembre 1989 : Son Altesse Sérénissime le prince héréditaire de Liechtenstein, comte de Rietberg ;
- depuis le 13 novembre 1989 : Son Altesse Sérénissime le prince souverain de Liechtenstein, duc de Troppau et de Jägerndorf, comte de Rietberg

### Honneurs
Hans-Adam II est :
- Grand maître de l'ordre du Mérite (Liechtenstein).
- 1300e chevalier de l'ordre de la Toison d'or d'Autriche (1981).
- Grande étoile de l'ordre du Mérite (Autriche).
- Chevalier grand-croix de l'ordre de Saint-Hubert (Maison de Bavière).